# Zhuhe (köpinghuvudort i Kina, Hubei Sheng, lat 29,73, long 113,12)
Zhuhe (kinesiska: 朱河, 朱河镇) är en köpinghuvudort i Kina. Den ligger i provinsen Hubei, i den centrala delen av landet, omkring 150 kilometer sydväst om provinshuvudstaden Wuhan. Antalet invånare är 76 486. Befolkningen består av 37 083 kvinnor och 39 403 män. Barn under 15 år utgör 17,0 %, vuxna 15-64 år 70 %, och äldre över 65 år 11,0 %.
Runt Zhuhe är det ganska tätbefolkat, med 248 invånare per kvadratkilometer. Zhuhe är det största samhället i trakten. Trakten runt Zhuhe består till största delen av jordbruksmark.
Genomsnittlig årsnederbörd är 1 758 millimeter. Den regnigaste månaden är maj, med i genomsnitt 229 mm nederbörd, och den torraste är december, med 39 mm nederbörd.